# Уейн Буут
Уейн Клейсън Буут (на английски: Wayne Clayson Booth, р. 22 февруари 1921 г., п. 10 октомври 2005 г.) е американски литературен теоретик и историк, считан за следовник на Чикагската школа в американското литературознание.

## Биография
Уейн Буут се ражда в щата Юта в семейство на мормони, следва в университета „Бригам Янг“ (Brigham Young University) и в Чикагския университет. След завършването си преподава английски език и литература в колежите Хавърфорд (Haverford College) и Ърлхам (Earlham College), а след това дълги години в Чикагския университет, където става и почетен професор на фонда Пулман по англицистика.

## Творчество
Най-прочутото му съчинение е „Реторика на художествената проза“ (The Rhetoric of Fiction). В него Буут твърди, че всяко повествование (narrative) – представлява реторическа форма. С други думи, аргументацията на автора „в защита на собствените му интереси (commitments), скрити или явни, предопределя реакцията ни по отношение на произведението му“. Голяма част от тези интереси, твърди Буут, се отнася до морала и нравствеността. Повествователят (narrator) е всъщност авторът или, по-точно, имплицитният автор (implied author), когото Буут нарича също авторско „второ аз“ – този, който „избира, съзнателно или неосъзнато, какво всъщност четем...“
Буут изброява три „вида литературен интерес“, които са „на разположение за техническа манипулация в художествената проза“: (1) Интелектуален или когнитивен: Ние имаме, или сме направили така, че да имаме, силно интелектуално любопитство относно „фактите“, относно правилното тълкуване, истинските причини, истинския произход, истинските мотиви, или истината за реалния живот. (2) Качествен: Ние имаме, или сме направили така, че да имаме, силно желание да видим някакъв модел или реализирана форма, или да станем свидетели на едно по-нататъшно развитие на всякакви качества. Бихме могли да наречем този вид литературен интерес „естетически“, макар че някой може да се обърка, че произведенията, разчитащи на този вид литературен интерес, притежават по-големи естетически достойнства. (3) Практически: Ние имаме, или сме направили така, че да имаме, силно желание за успеха или провала на тези, които обичаме или мразим, възхищаваме им се или презираме, или можем да се настроим да се надяваме или да се опасяваме от промяната в живота на героите. Бихме могли да наречем този вид литературен интерес „хуманистичен“, макар че има опасност някой да реши, че първият и вторият вид са по-малко хуманистични, а те не са..
В по-късната си книга „Модерната догма и реториката на съгласието“ (Modern Dogma and the Rhetoric of Assent) Буут разглежда въпроса за това, какви обстоятелства принуждават човека да промени гледната си точка. В нея той разисква какво се случва в ситуациите, когато в спора се сблъскват два напълно противоположни светогледа. Централният му пример е един инцидент в Чикагския университет. При сблъсък на мнения между студенти и администрацията спорът се изродил до това всяка от страните да разпечатва и публично разлепва аргументите на другата страна без всякакъв коментар, считайки, че гледната точка на другата страна е толкова очевидно абсурдна, че няма нужда да бъде оборвана.
А в книгата си „Общността, която ценим: етиката на художествената литература“ (The Company we Keep: An Ethics of Fiction) той се връща към темата за реторическите ефекти в художествената литература и „пледира за поставянето на етиката в центъра на нашите занимания с литературата“ (както гласи текста на задната корица на книгата).

## Признание
През 1991 г. Чикагският университет създава годишна стипендия на името на Уейн Буут за изявен студент магистър, отличил се в бакалавърската си степен.

### Авторски книги
- Rhetoric of Fiction (Реторика на художествената проза) (1961)
- Boring from Within: The Art of the Freshman Essay (Скучен отвътре: Изкуството на есето за начинаещи) (около 1963), памфлет
- Now Don't Try to Reason with Me: Essays and Ironies for a Credulous Age (Сега не се опитвай да се съгласяваш с мен: Есета и иронии за една лековерна епоха) (1970)
- Autobiography of Relva Booth Ross (Автобиографията на Релва Буут Рос) (1971)
- Booth Family History (Семейната история на Буутови) (1971)
- A Rhetoric of Irony (Реторика на иронията) (1974)
- Modern Dogma & the Rhetoric of Assent (Модерната догма и реториката на съгласието) (1974), Уорд-Филипсови лекции (Ward-Phillips Lectures) по англицистика
- Critical Understanding: The Powers and Limits of Pluralism (Критическото разбиране: Властта и границите на плурализма) (University of Chicago Press, 1979)
- The Harper and Row Rhetoric: Writing As Thinking, Thinking As Writing (Хърпър енд Роу Реторика: Писането като мислене, мисленето като писане) (1987), заедно с Маршал Грегъри
- The Harper & Row Reader: Liberal Education Through Reading & Writing (Харпър енд Роу читанка: Либералното образование през четенето и писането) (1988), заедно с Маршал Грегъри
- The Vocation of a Teacher: Rhetorical Occasions, 1967-1988 (Призванието на преподавателя: реторически случаи, 1967-1988) (1988)
- The Art of Deliberalizing: A Handbook for True Professionals (Изкуството на разлиберализирането: Наръчник за истински професионалисти) (1990)
- The Company We Keep: An Ethics of Fiction (Общността, която ценим: Етика на художествената проза) (1992) (University of California Press, ISBN 978-0-520-06203-0)
- The Craft of Research (Силата на научното дирене) (1995, 2003, 2008), заедно с Грегъри Коломб и Джоузеф Уилямс (University of Chicago Press)
- Literature as Exploration (Литературата като проучване) (1996), заедно с Луиз Мишел Розенблат
- For the Love of It: Amateuring & Its Rivals (От все сърце: Аматьорството и неговите съперници) (1999)
- Rhetoric of Rhetoric: The Quest for Effective Communication (Реторика на реториката: В търсене на ефективната комуникация) (2004) Blackwell Manifesto
- My Many Selves: The Quest for a Plausible Harmony (Многото ми азове: В търсене на приемлива хармония) (2006)

### Редакторство и съставителство
- Knowledge Most Worth Having (Науката, която си струва най-много) (1967)
- The Art of Growing Older: Writers on Living and Aging (Изкуството на остаряването: Писатели за живеенето и старостта) (1992)